# Thomas Fowell Buxton d.ä.
Thomas Fowell Buxton, 1:e baronet av Buxton, född 7 april 1786 och död 19 februari 1845, var en engelsk industriidkare, politiker och filantrop.
Buxton blev tidigt socialt intresserad, och arbetade för drägligare levnadsvillkor för det under hans tild framväxande industriproletariatet, ivrade för ett förbättrat fängelseväsen och agiterade mot negerslaveriet. 1818-37 var Buxton ledamot av underhuset, där han övertog den roll William Wilberforce tidigare spelat.
Thomas Fowell Buxton var far till Charles Buxton.